# Irmtraut Karlsson
Irmtraut Karlsson, geb. Leirer (* 4. Mai 1944 in Windschau, Mähren), ist eine österreichische Psychologin, Schriftstellerin und ehemalige Politikerin (SPÖ). Karlsson war zwischen 1987 und 1993 Mitglied des Bundesrates und von 1993 bis 1999 Abgeordnete zum Österreichischen Nationalrat.

## Ausbildung und Beruf

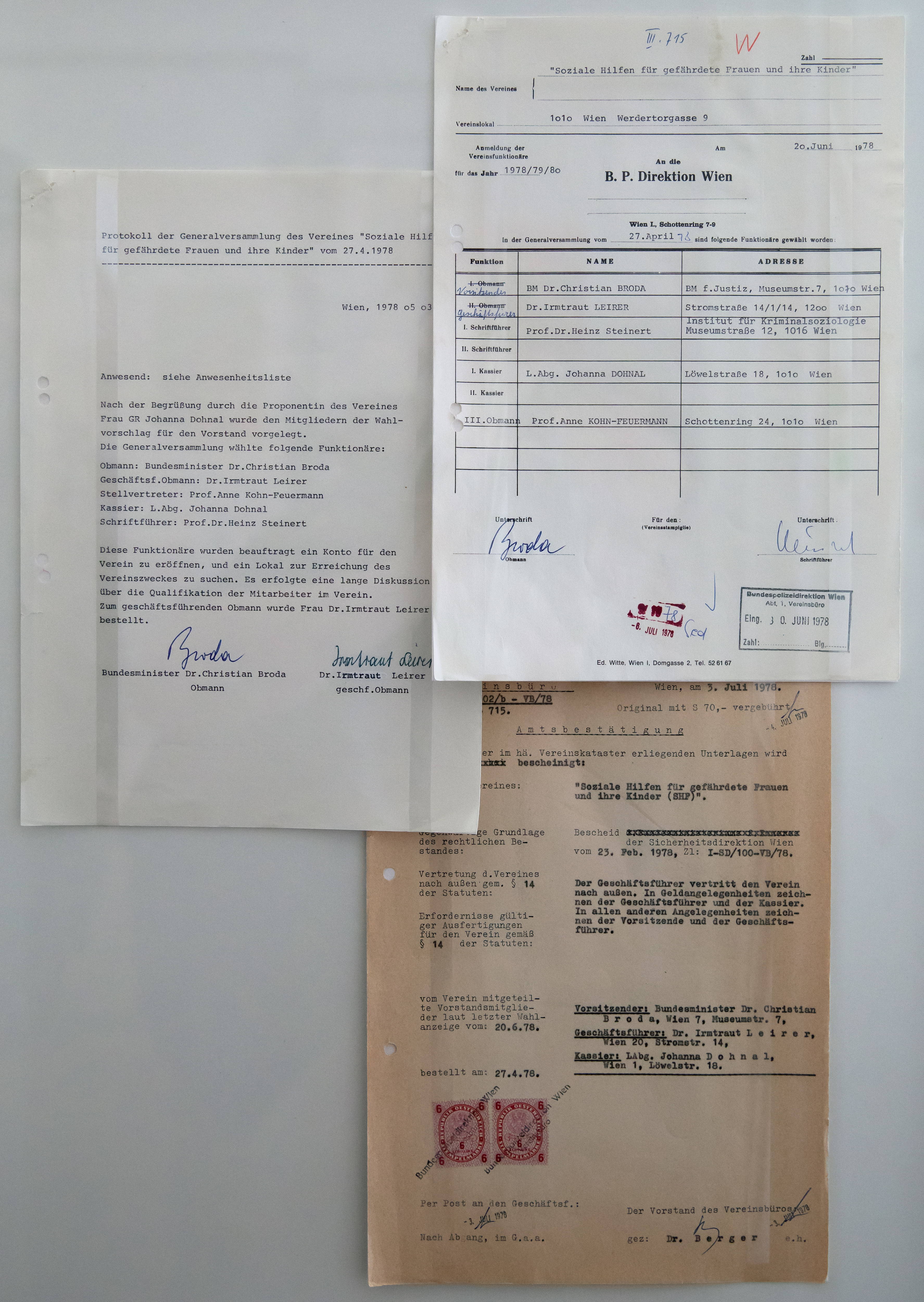
Gründungsdokumente des Vereins Soziale Hilfen für gefährdete Frauen und Kinder (1978)

Karlsson besuchte nach der Volksschule das Bundesgymnasium in Wien-Döbling und schloss dieses 1962 mit der Matura ab. Danach absolvierte sie ein Studium an der Universität Wien und promovierte 1971 zur Dr. phil. Zudem erwarb sie zwischen 1969 und 1971 am Institut für Höhere Studien Wien ein Diplom für Soziologie.
Beruflich war Karlsson ab 1972 als Leiterin der Sozialpädagogischen Grundlagenforschung der Magistratsabteilung XI der Stadt Wien tätig. Zudem unterrichtete sie an der Akademie für Sozialarbeit. Mit Johanna Dohnal, Christian Broda und anderen war sie 1978 Gründerin des Vereins Soziale Hilfen für gefährdete Frauen und Kinder, der das erste Wiener Frauenhaus schuf.
Nach kurzer Tätigkeit im Staatssekretariat für allgemeine Frauenfragen bei Ministerin Dohnal übernahm sie zwischen 1980 und 1986 das Amt der Generalsekretärin der Sozialistischen Fraueninternationale in London, wo sie auch fünf Jahre lang wohnte.
Karlsson schreibt seit 1999 Kriminalromane und erhielt 2002 den Frauenkrimipreis.

## Politik
Mit ihrer Rückkehr aus London nach Wien übernahm sie von 1985 bis 1996 die Funktion der Frauensekretärin und wurde am 29. Jänner 1987 als Mitglied des Bundesrats angelobt, dem sie bis zum 18. Oktober 1993 angehörte. Karlsson wechselte am 19. Oktober 1993 in den Nationalrat, dem sie zunächst bis zum 6. November 1994 angehörte. Zudem war sie zwischen dem 15. Dezember 1994 und dem 14. Jänner 1996 sowie vom 14. März 1996 bis zum 28. Oktober 1999 Abgeordnete zum Nationalrat. Karlsson engagierte sich während ihrer politischen Zeit für ein Verbot von Antipersonenminen und war als Frauenpolitikerin Mitbegründerin des ersten Wiener Frauenhauses. Sie war oftmals nicht auf Parteilinie und stimmte beispielsweise gegen Gesetze zu Lauschangriff und Rasterfahndung. Nach dem Ende ihrer politischen Karriere kündigte sie an, mit ihrem Mann nach Schweden ziehen zu wollen.
Nach Ende ihrer politischen Laufbahn engagierte sich Karlsson aktiv für das Gedenken der vom Nationalsozialismus verschleppten, vertriebenen und ermordeten Bürger ihres Heimatbezirks Wien-Josefstadt. Ein von ihr maßgeblich geprägter Verein – Steine der Erinnerung Josefstadt – setzte Gedenksteine in der Tradition der deutschen Stolpersteine, und sie gab auch, gemeinsam mit Manfred Kerry und Tina Walzer, ein Buch über die Vertreibung und Verfolgung in der Josefstadt heraus.

## Werke
- Verwaltete Kinder – Eine soziologische Analyse von Kinder- und Jugendlichenheimen im Bereich der Stadt Wien. Institut für Stadtforschung, Wien 1976, ISBN 3-7141-7811-2
- Mord am Ring. Edition Pro Mente, Linz 2001
- Tod der Trüffelsammlerin. Edition Pro Mente, Linz, 2002
- Mordsschmankerln – Mehlspeiskrimis. Kral Verlag, Berndorf 2006
- ... lebte in der Josefstadt: Steine der Erinnerung 1938–1945. Hg. gemeinsam mit Manfred Kerry und Tina Walzer, Milena-Verlag, Wien 2008
- Vier Kurzkrimis, die im Milenaverlag, erschienen: Das Rubenswunder in Criminalis, Boisenbergs Arkanum in Tatort Wien, Zwetschkenfleck in Fest Essen und Der Rucksack aus Beirut in Mörderisch
- Verwaltete Kindheit. Der österreichische Heimskandal, mit Georg Hönigsberger, Kral Verlag, Berndorf 2013, ISBN 978-3-99024-189-9
- mit Petra Weiß: Die Toten von Bruck: Dokumente erzählen Geschichte, Kral Verlag, ISBN 978-3902447432